# Indol-3-acetat b-glukoziltransferaza
Indol-3-acetat b-glukoziltransferaza (EC 2.4.1.121, uridin difosfoglukoza-indolacetatna glukoziltransferaza, UDPG-indol-3-ilacetil glukozil transferaza, UDP-glukoza:indol-3-ilacetat glukoziltransferaza, indol-3-ilacetilglukoza sintaza, UDP-glukoza:indol-3-ilacetat glukozil-transferaza, IAGlu sintaza, IAA-glukoza sintaza, UDP-glukoza:indol-3-acetat beta--glukoziltransferaza) je enzim sa sistematskim imenom UDP-glukoza:(indol-3-il)acetat beta-D-glukoziltransferaza. Ovaj enzim katalizuje sledeću hemijsku reakciju
UDP-glukoza + (indol-3-il)acetat {\displaystyle \rightleftharpoons } UDP + 1-O-(indol-3-il)acetil-beta-D-glukoza

## Literatura
- Nicholas C. Price; Lewis Stevens (1999). Fundamentals of Enzymology: The Cell and Molecular Biology of Catalytic Proteins (Third изд.). USA: Oxford University Press. ISBN 019850229X.
- Eric J. Toone (2006). Advances in Enzymology and Related Areas of Molecular Biology, Protein Evolution (Volume 75 изд.). Wiley-Interscience. ISBN 0471205036.
- Branden C; Tooze J. Introduction to Protein Structure. New York, NY: Garland Publishing. ISBN 0-8153-2305-0.
- Irwin H. Segel. Enzyme Kinetics: Behavior and Analysis of Rapid Equilibrium and Steady-State Enzyme Systems (Book 44 изд.). Wiley Classics Library. ISBN 0471303097.
- William P. Jencks (1987). Catalysis in Chemistry and Enzymology. Dover Publications. ISBN 0486654605.

## Spoljašnje veze
- Indole-3-acetate+beta-glucosyltransferase на 